# 横店影視城
座標: 北緯29度10分45秒 東経120度17分53秒 / 北緯29.179068度 東経120.298083度

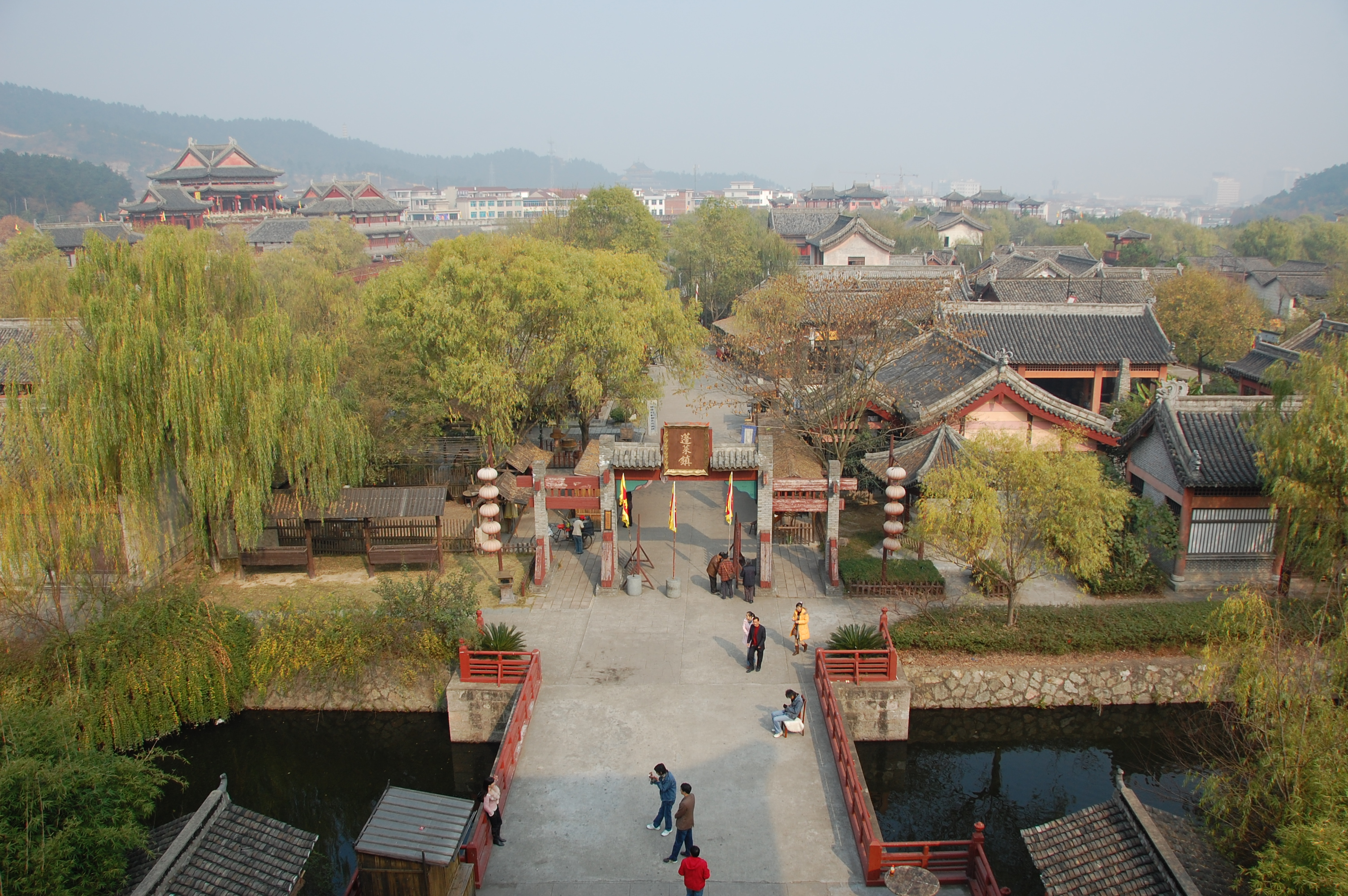
横店影視城

横店影視城（おうてんえいしじょう）は中華人民共和国浙江省金華市東陽市横店鎮に位置する、世界最大の映画スタジオである。中国の5A級観光地（2010年認定）。
徐文栄が設立した横店集団の浙江横店影視城有限公司が所有し、運営している。ハリウッドならぬ「チャイナウッド」とも称される。徐文栄は浙江省中央部の広大な農地をアジア最大級の映画スタジオに変えた。1990年代半ばから建設が始められ、今なお続く。最近では円明園の再現建築物が新たに追加された。横店影視城で働くエキストラたちの映画「アイ・アム・サムバディ」が2015年に中国で公開された。

## 概要
横店影視城は13の撮影拠点からなり、総面積は330ヘクタール、建築面積は49万5,995平方メートル。その巨大な規模に加えて、横店影視城以下を含むいくつかの記録を持っている。
1. 中国最大の屋内仏像
2. 中国最大規模の屋内撮影所
3. 2005年の時点で、映画とテレビドラマの撮影数が最多

横店影視城の最大の建物の一つは、秦および漢といった初期の王朝様式で建てられた王宮である。この区域は、今でもこれらの時代を題材にした映画の撮影に頻繁に使用されている。張芸謀監督は、2002年の映画『HERO』で秦王宮の背景にこの建物を使用した。秦の始皇帝の物語を描いた香港の無線電視ドラマ『尋秦記』でも、同じ建物が主な背景として使用された。また、ジャッキー・チェンとジェット・リーが初共演した『ドラゴン・キングダム』の撮影にも使用された。また、大韓民国の人気ドラマ『奇皇后 〜ふたつの愛 涙の誓い〜』の撮影にも使用された。
横店影視城にて撮影された数多くの映画は、こういった大規模な映画の撮影現場にて地元の村人を「エキストラ」として雇用し、周辺の村の雇用を支えてきた。
現在、横店影視城はテーマパークで構成されており、広州街・香港街、秦王宮、太子廟、明清宮苑、清明上河図などのアトラクションがある。

## 画像

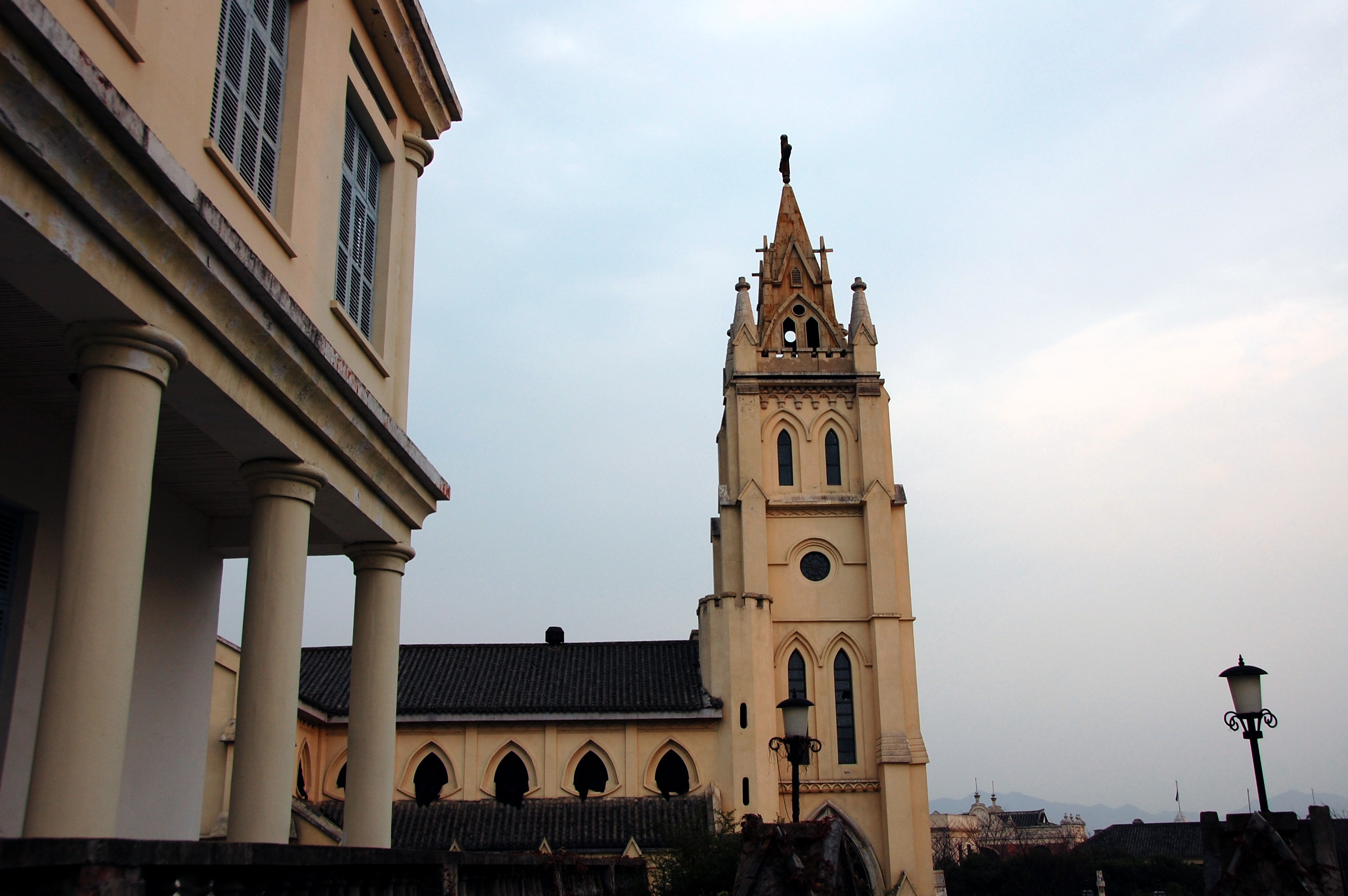
広州街・香港街
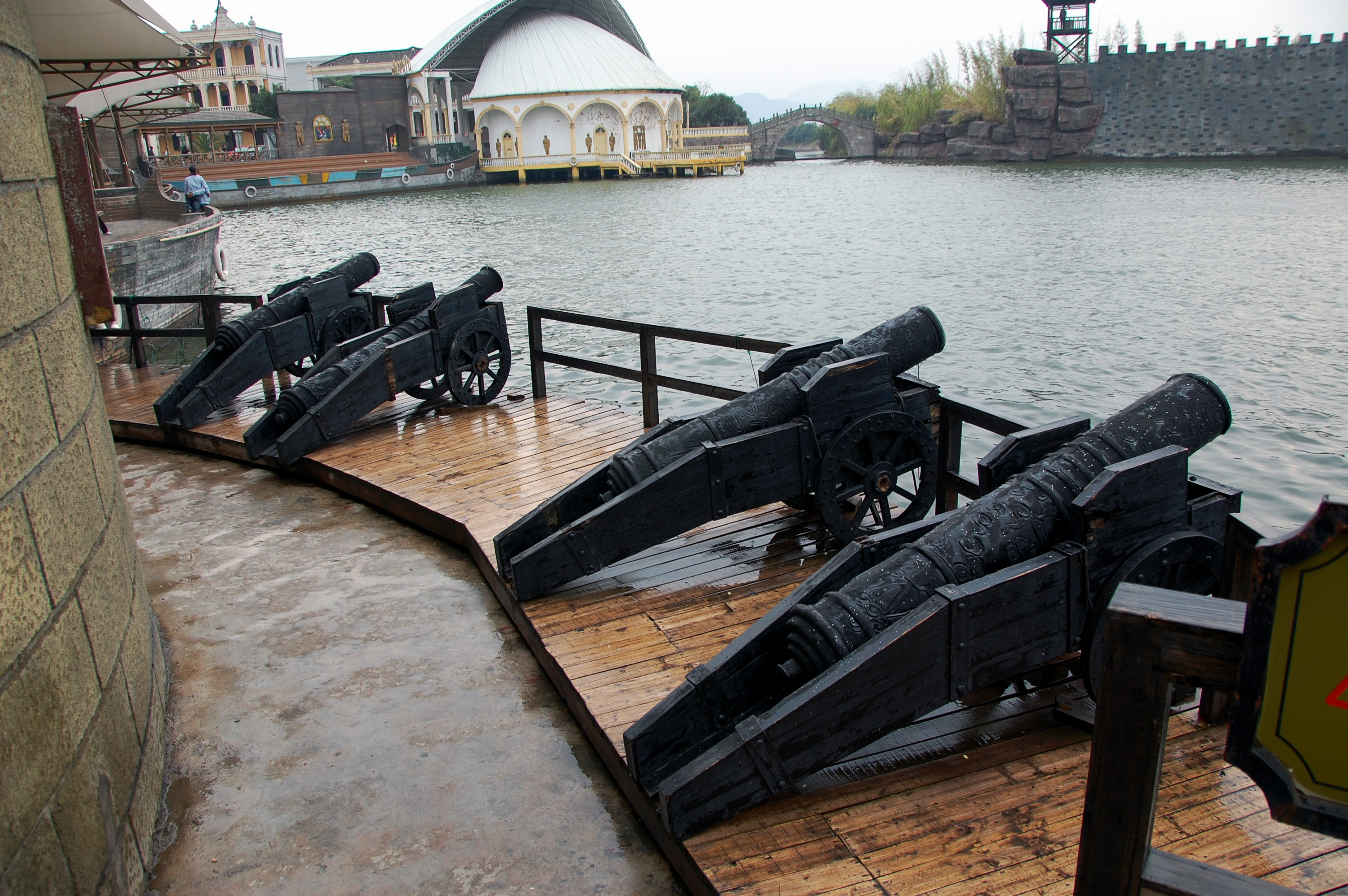
広州街・香港街
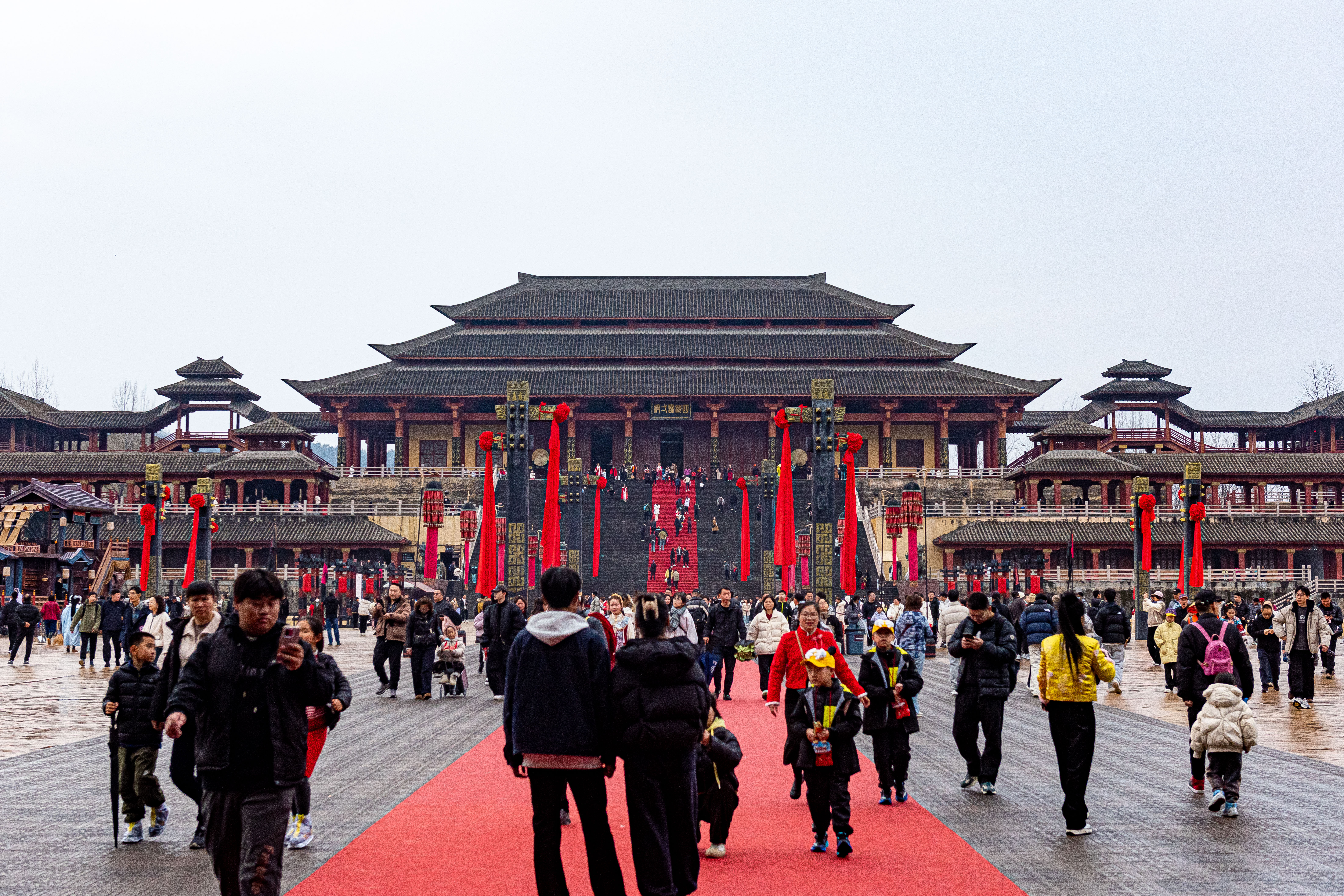
秦王宮（中国語版）
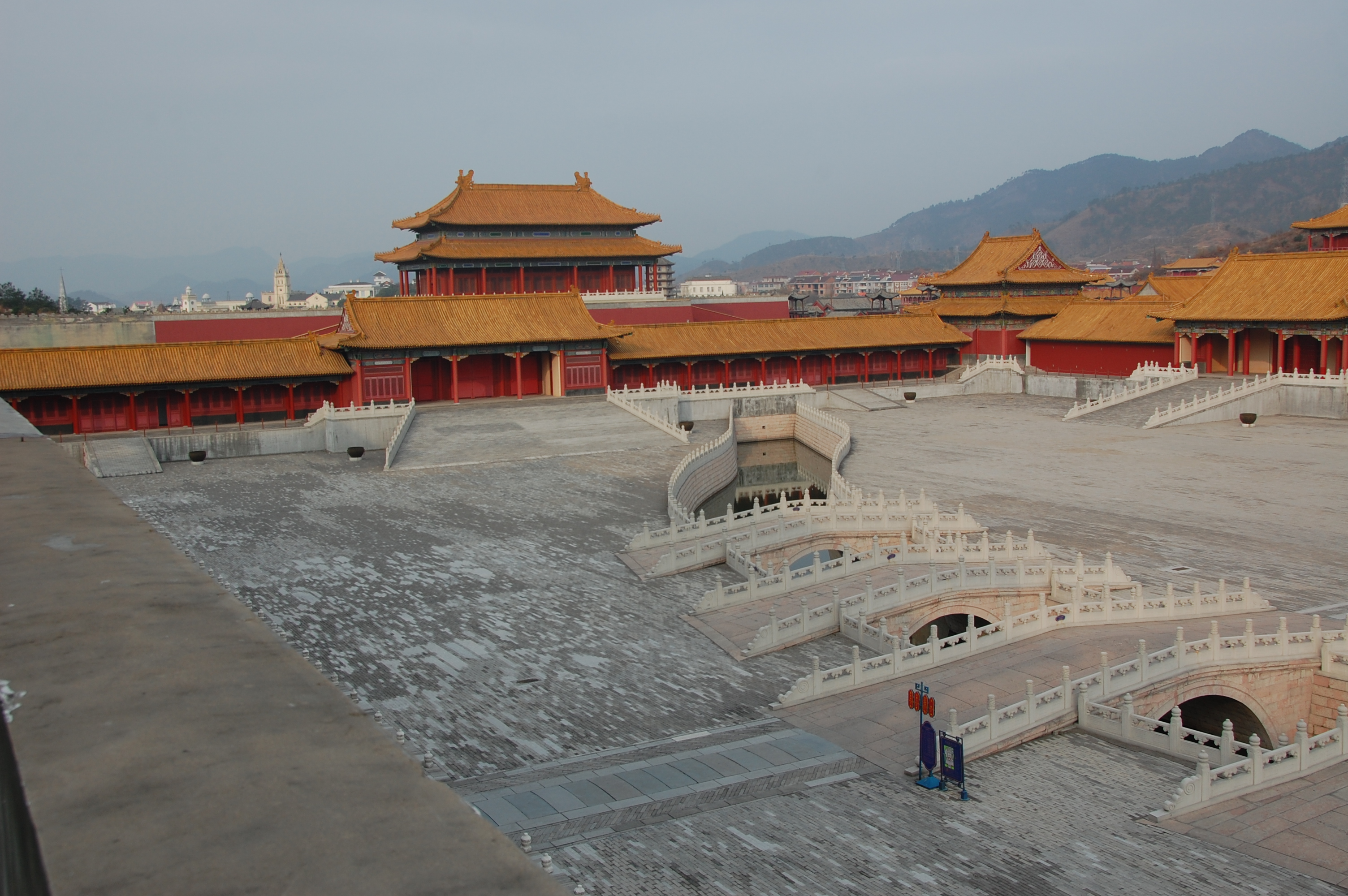
明清宮苑
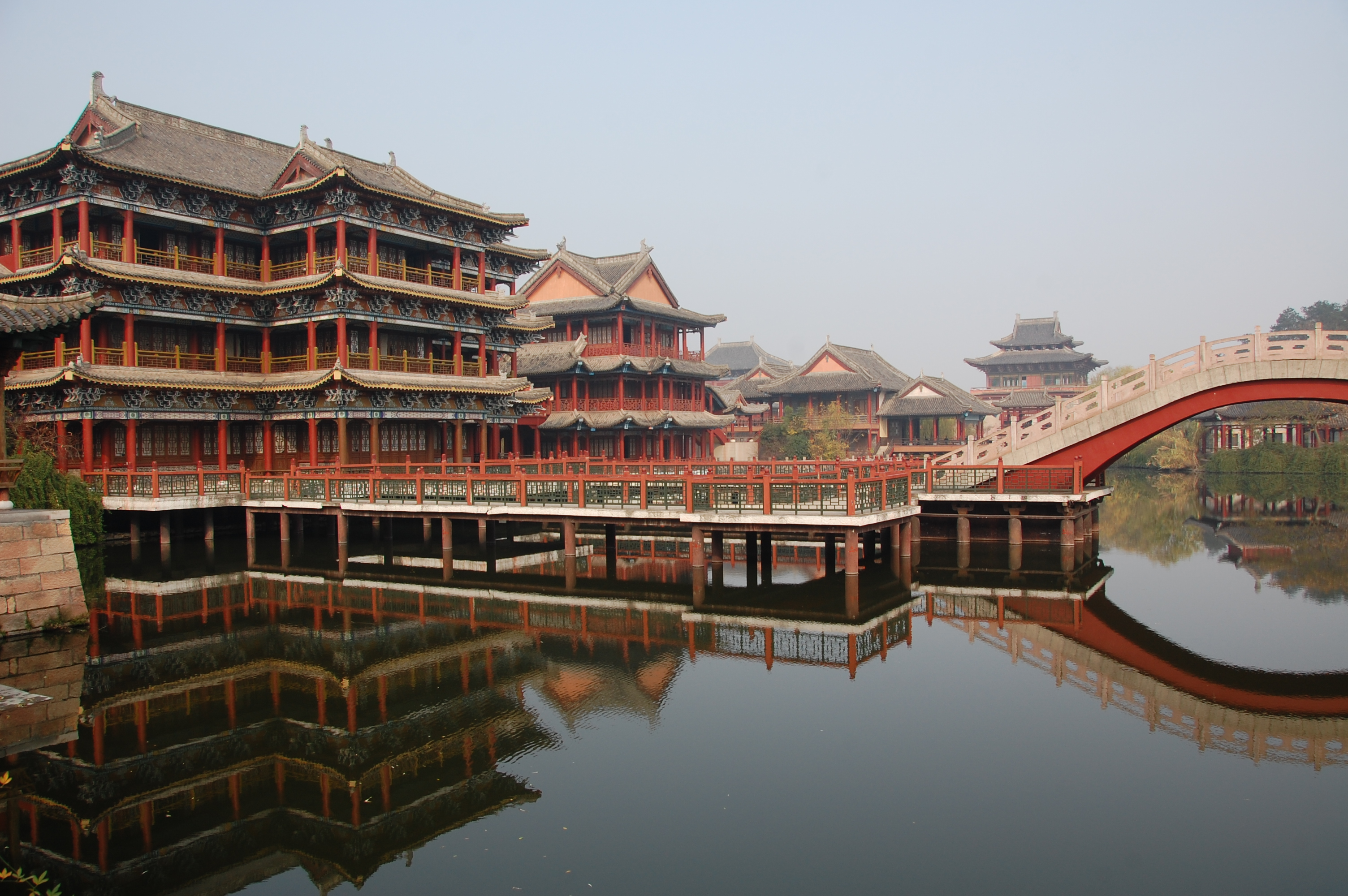
清明上河図撮影基地
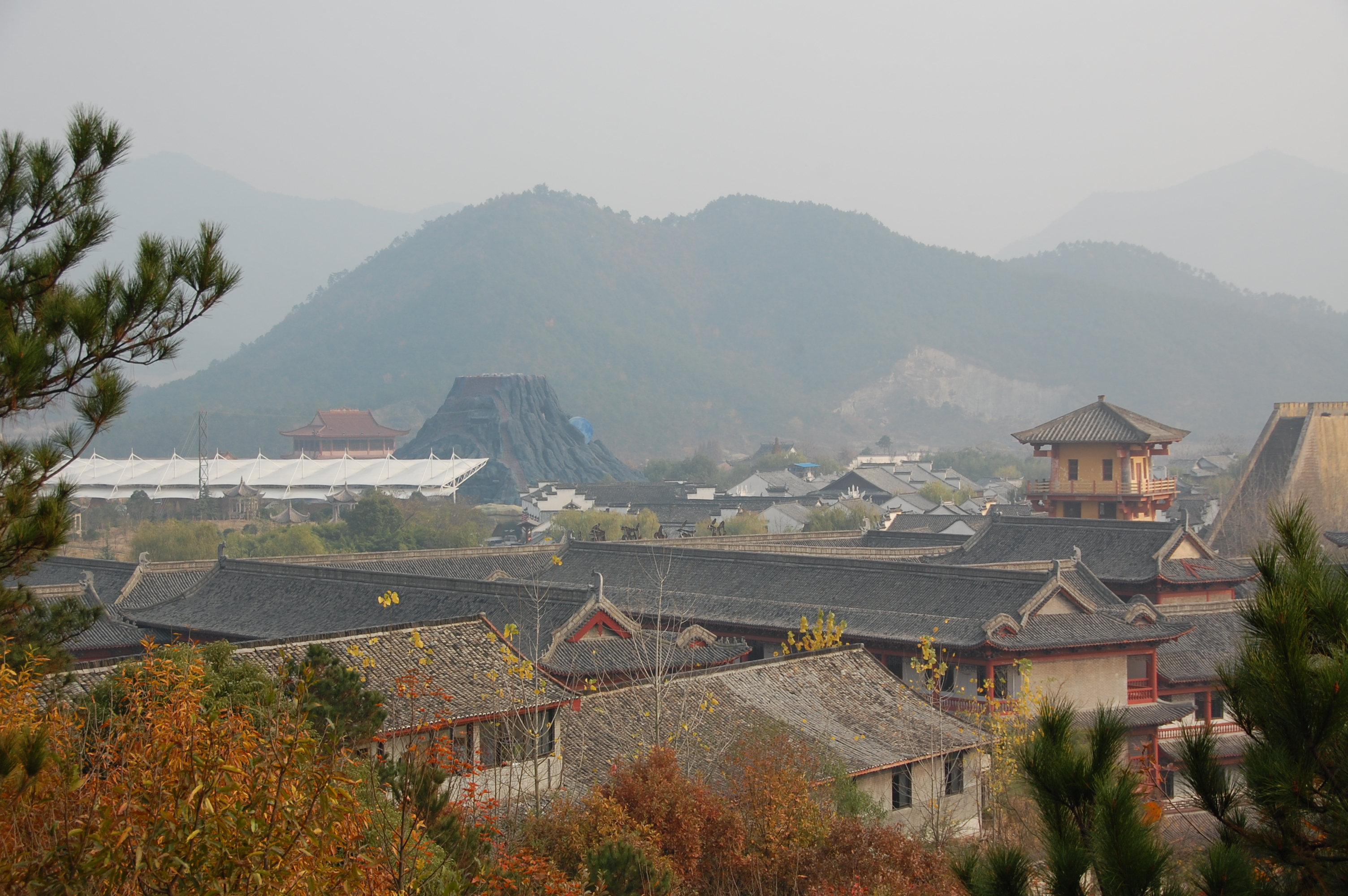
横店影視城
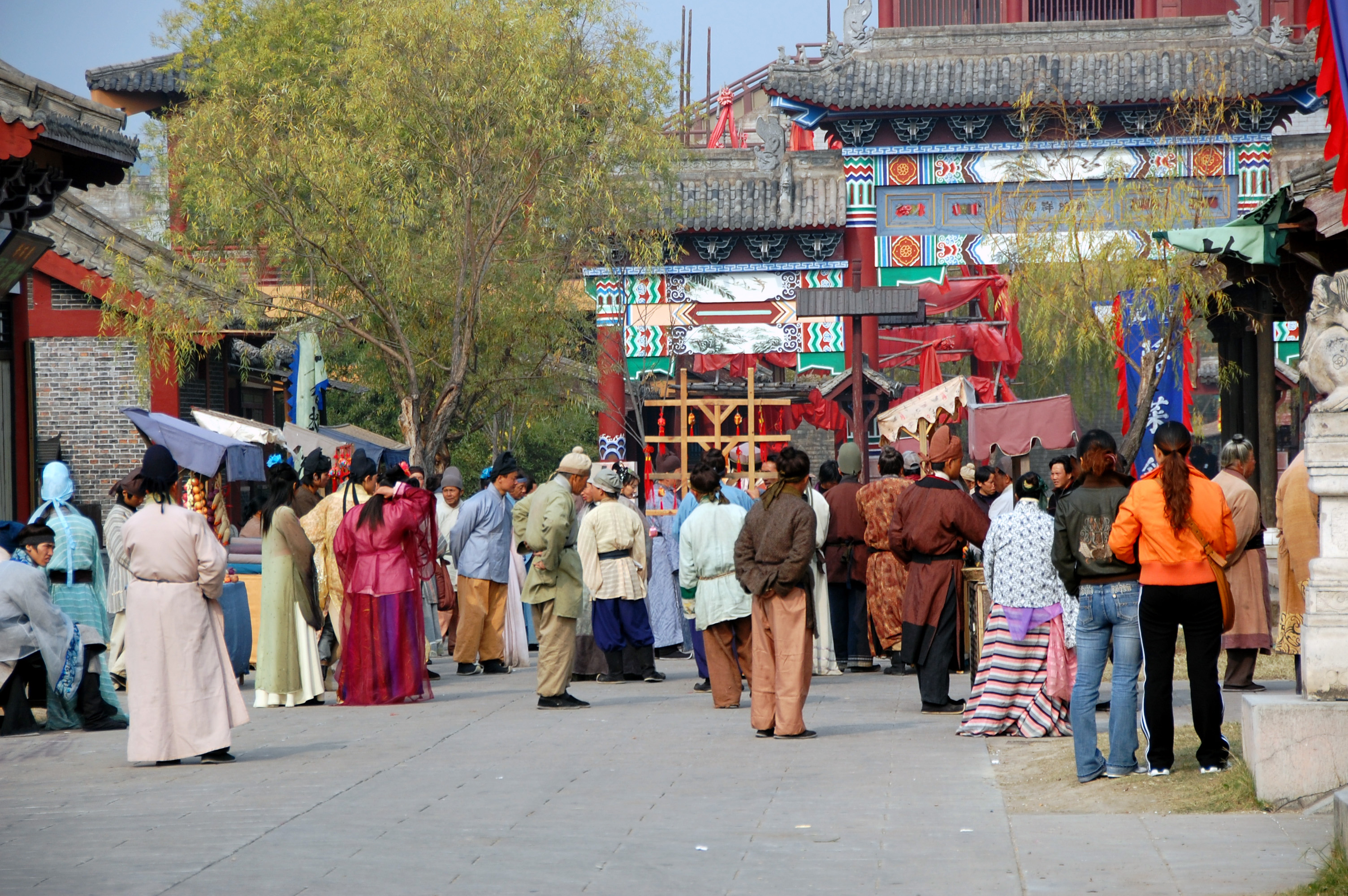
横店影視城
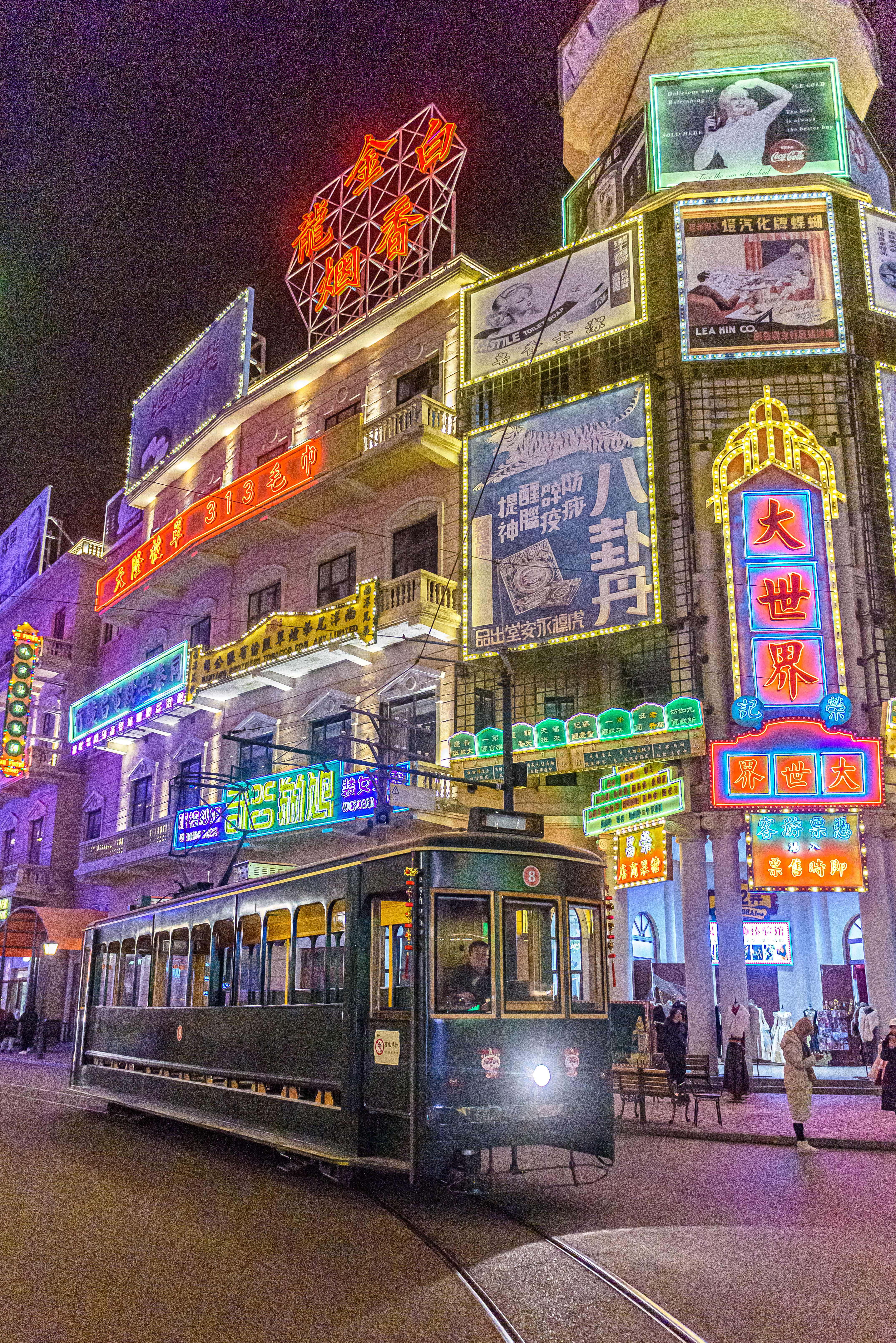
夢外灘